# Nepytia canosaria
Nepytia canosaria là một loài bướm đêm thuộc họ Geometridae. Loài này có ở đông bắc Alberta về phía đông tới Nova Scotia và Newfoundland, về phía nam qua New England.

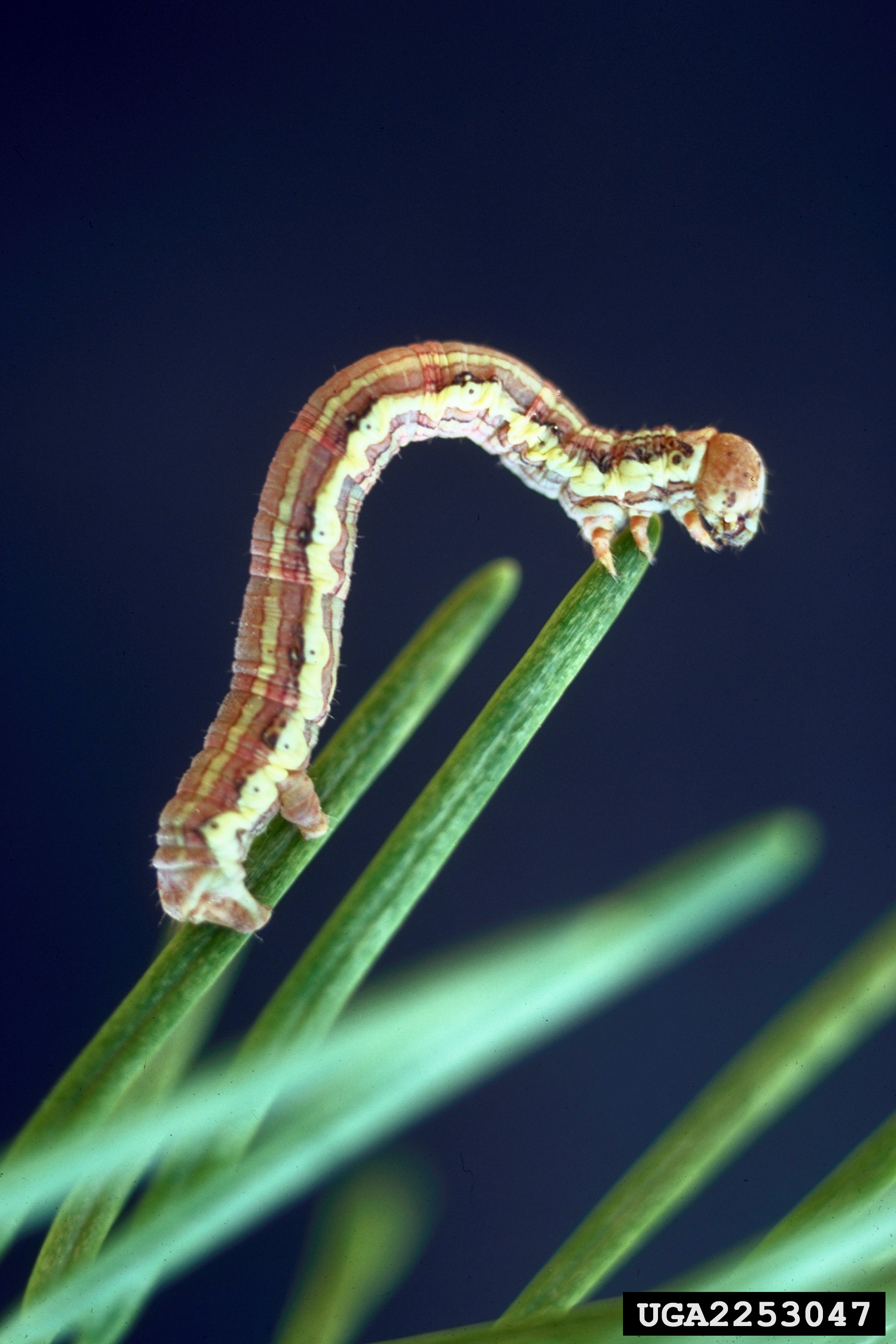
Sâu bướm

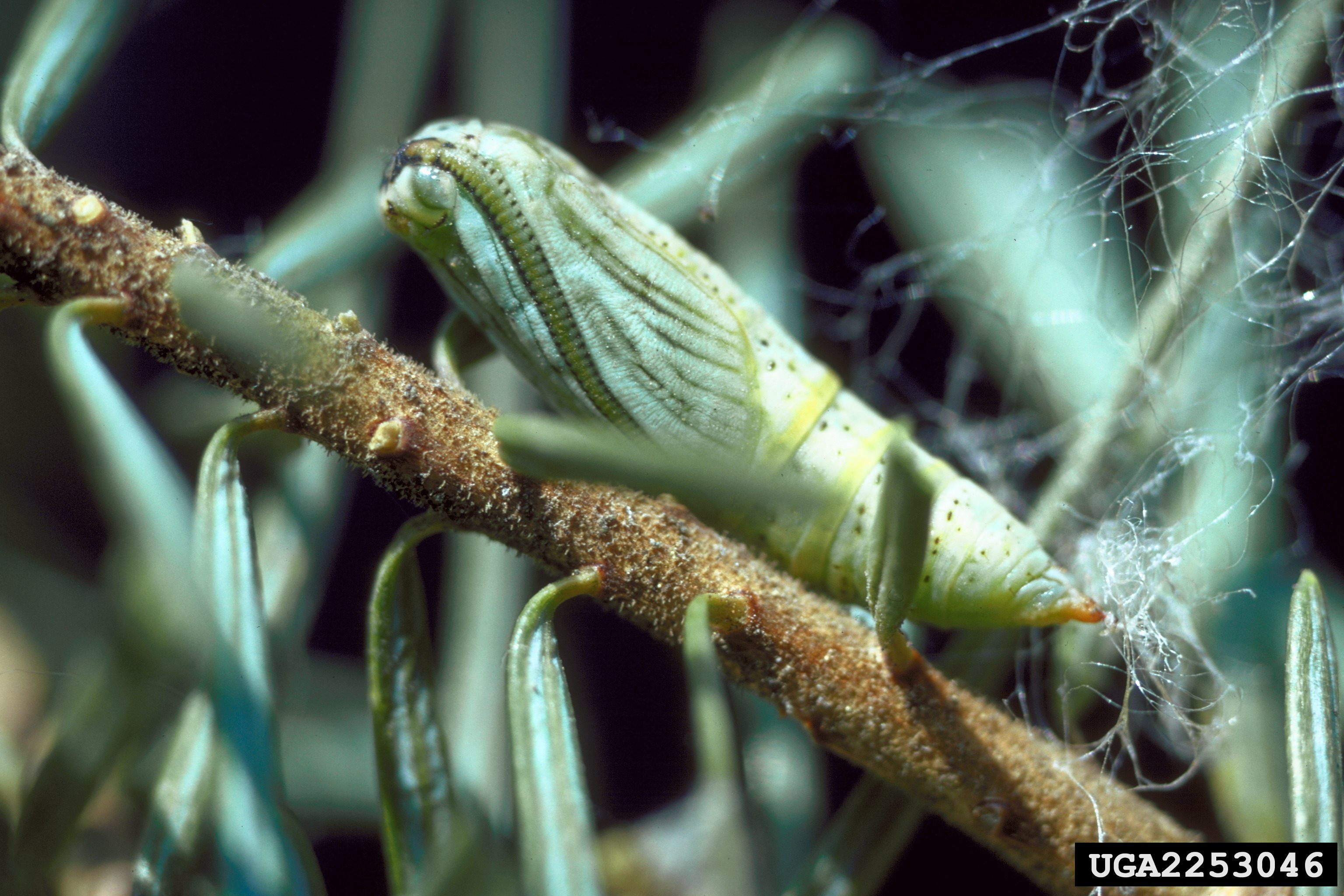
Nhộng

Sải cánh khoảng 30 mm. Loài bướm này bay từ tháng 8 tới tháng 9 tùy địa điểm.
Ấu trùng ăn các loài Abies balsamea, Tsuga canadensis, vân sam và đôi khi các loài thông khác.